# 辻親八
辻 親八（つじ しんぱち、1954年〈昭和29年〉10月20日 - ）は、日本の声優、俳優。ステイラック所属。

## 略歴
安房高等学校卒業。中央大学法学部中退。文学座研究所出身。学生時代は応援団に所属していた。1981年に劇団秘法零番館に入団。竹内銃一野作・演出『戸惑いの午後の惨事』で初舞台。流山児★事務所、椿組、劇団チョコレートケーキ、オフィスコットーネなどの多くの舞台に出演して舞台俳優として活躍。その一方、声優としても活躍しており、声の仕事を始めてから俳優だけで食べていくことができたという。所属プロダクションはその後、賢プロダクション、オフィス・ワット、リベルタ、ALBA、オフィスPACなどに所属。この他に劇団「親八会」を主宰し、朗読劇を中心に公演を行っている。
神奈川県南足柄市在住。

## 人物
自分の子供が小学生の頃、課外授業の一環で、自ら講師となり声優の講演を行ったことがある。その際に劇団時代からの先輩のたてかべ和也をゲストとして呼び、小学生だけでなくPTAからも喜ばれたことがある。
男臭い声を持ち、名脇役としてシリアスからコミカルまで様々な役柄をこなしている。
吹き替えではチーチ・マリン、ジョー・ドン・ベイカー、ジェフリー・ライト、コルム・ミーニイ、ジョン・リス＝デイヴィス、アレック・ボールドウィン、ゲイリー・オールドマンなどを担当している。
特技は東北弁（宮城弁）。

## 出演
太字はメインキャラクター。

### テレビアニメ
1991年
- 機甲警察メタルジャック（警察無線）
- 新世紀GPXサイバーフォーミュラ（ダイス、ワーテルロー）
- 横山光輝 三国志（1991年 - 1992年、関羽雲長 他）

1992年
- 宇宙の騎士テッカマンブレード（将軍A）
- クッキングパパ（大全、留吉）
- クレヨンしんちゃん（1992年 - 2023年、シカイ・シーダ大佐、築造、ブルーブタ青ぶりぶり、志漬素留造、鬼田そうじ 他）
- 元気爆発ガンバルガー（ヨロイデル、ドカーン）
- コボちゃん（警察）
- スペースオズの冒険（バレースク、隊長）
- チエちゃん奮戦記 じゃりン子チエ（団長）
- 花の魔法使いマリーベル（ライト）
- 見ると強くなる 痛快!横綱アニメ ああ播磨灘（大河原剛造、岡林教授、大河原、真砂親方）
- ルパン三世 ロシアより愛をこめて（ビッグマウス）

1993年
- 疾風!アイアンリーガー（1993年 - 1994年、ヘイズマン<ref">“CHARACTERS”. アイアンリーガーWeb.  サンライズ. 2022年11月15日閲覧。</ref>、シスレー）
- しましまとらのしまじろう（助手、お巡りさん）
- ジャングルの王者ターちゃん♡（1993年 - 1994年、マッスルパワー）
- 平成イヌ物語バウ（巡査部長、海の家主人、団長、運転手）
- 勇者特急マイトガイン（ならず者）

1994年
- サッカーフィーバー（アーノルド・ベーカー）
- 白雪姫の伝説（サムソン（狩人）、ロニ）
- それいけ!アンパンマン（クレソンじいや、しろかぶじいさん〈2代目〉、ギョウザ大臣）
- ツヨシしっかりしなさい（河田屋、小屋の人）
- とっても!ラッキーマン（おっかけマン）
- 覇王大系リューナイト（バイス、老人、サルス）
- ヤマトタケル（長老、村人、地球人、ハゲワシ 他）
- 勇者警察ジェイデッカー（武内仁史）
- 幽☆遊☆白書（鯱）

1995年
- 怪盗セイント・テール（篠田）
- キテレツ大百科（海王丸）
- 恐竜冒険記ジュラトリッパー（ブルータス）
- 獣戦士ガルキーバ（ルタ・ザウラン）
- スレイヤーズ（1995年 - 1996年、盗賊、親方） - 2シリーズ
- 忍たま乱太郎（1995年 - 2023年、北見也斎、今和野極三〈2代目〉、仁平、鶴山亀蔵 他）
- バーチャファイター（男A）
- 魔法陣グルグル（鉄仮面、ギザイア、ドラー）
- ママはぽよぽよザウルスがお好き（道場先生）
- ロミオの青い空（イボ）

1996年
- いじわるばあさん（酒屋、シゲル、一本杉、留吉 他）
- 快傑ゾロ（サロモン）
- ガンバリスト! 駿（大沼重昭）
- きこちゃんすまいる（空き巣）
- 超者ライディーン（カードマン）
- B'T-X（係員、カラス、鉄兵の父、兵士、アミーゴ、七魔将）
- 名犬ラッシー（グッドマン）
- 名探偵コナン（1996年 - 2025年、社長、大津敏之、内海、百瀬卓人、倉橋治、能登泰策、丹波永三郎、氏原益蔵、深町虎三、黒岩辰次、草津庄助、植松竜司郎 他）
- るろうに剣心 -明治剣客浪漫譚-（雷光）

1997年
- 深海伝説MEREMANOID（ジジ）
- 中華一番!（町長）
- 超魔神英雄伝ワタル（1997年 - 1998年、バンバンジー、マグマダイチ）
- 手塚治虫の旧約聖書物語（隊長、男、監督官、老人 他）

1998年
- Weiß kreuz（葉月剛）
- カウボーイビバップ（ヒューイ、アムジャッド、ゾウ龍 他）
- ガサラキ（ロナルド・フェイガン）
- 金田一少年の事件簿（刈谷竹蔵、山野勝巳）
- 剣風伝奇ベルセルク（バァランシャ）
- トライガン（電波親父）
- 花さか天使テンテンくん（警部）
- ブレンパワード（ナンガ・シルバレー、ヘルパー）
- MASTERキートン（ダニエル・オコンネル）
- ロスト・ユニバース（ブランコマグマ）

1999年
- アークザラッド（チョンガラ、精霊）
- イソップワールド（七面鳥、裁判長妖精）
- A.D.POLICE（倉田秀昭）
- KAIKANフレーズ（クレイドルのマスター）
- 神風怪盗ジャンヌ（山川画伯）
- THE ビッグオー（1999年 - 2003年、ビッグイヤー） - 2シリーズ
- 週刊ストーリーランド（敵ボス、専務、ヤクザ、人足頭）
- ドラえもん（テレビ朝日版第1期）（1999年 - 2004年、ハンターA、なつみの祖父、ひったくり、ハンター）
- 風雲!戦国を駆ける武将〜アニメ静岡県史〜（本多正純）
- ムーぽん第2期（梅ちゃん）
- 無限のリヴァイアス（ギッター・ペインティアム）

2000年
- 機巧奇傳ヒヲウ戦記（賽振り）
- 激動!歴史を変える男たち 〜アニメ静岡県史〜（吉良上野介）
- 最遊記シリーズ（2000年 - 2004年、王老師） - 3シリーズ
- コレクター・ユイ（第2期）（黒川良）
- とっとこハム太郎（老紳士）
- ニャニがニャンだー ニャンダーかめん（マントヒヒ 他）
- 陽だまりの樹（三浦帯刀）
- ファーブル先生は名探偵（農夫）
- BRIGADOON まりんとメラン（専門家、男）
- BOYS BE…（吉田拓人）
- マイアミ☆ガンズ（学長）
- 無敵王トライゼノン（宗像宇宙）

2001年
- 犬夜叉（主人）
- ヴァンドレッド the second stage（ハッチ）
- 旋風の用心棒（田野倉周作）
- シャーマンキング（馬孫、ビリー）
- ちびまる子ちゃん（2001年 - 2002年、大工さん）
- 超GALS!寿蘭（黒井たつきの父）
- だいすき!ぶぶチャチャ（クジラヒコーキ）
- デジモンテイマーズ（バイフーモン）
- ノワール（ヤン）
- 破邪巨星Gダンガイオー（財団幹部）
- PROJECT ARMS（教師、グラハム、メンバー、市長、市民） - 2シリーズ
- も〜っと! おジャ魔女どれみ（劉浩栄）

2002年
- あたしンち（2002年 - 2008年、おじさん、渡辺刑事）
- Witch Hunter ROBIN（小坂慎太郎）
- 機動戦士ガンダムSEED（総司令）
- SAMURAI DEEPER KYO（徳川家康）
- 天使な小生意気（小林祖父、和尚）

2003年
- F-ZERO ファルコン伝説（2003年 - 2004年、ゾーダ）
- L/R -Licensed by Royal-（デズ）
- キノの旅 -the Beautiful World-（ガンマン）
- ギルガメッシュ（我孫子）
- クラッシュギアNitro（藤原銀二郎、ナレーション）
- ぷちぷり*ユーシィ（古参の兵）
- プラネテス（監督）
- onちゃん夢パワー大冒険!（バスの運転手）

2004年
- 巌窟王（ダングラール男爵）
- 絢爛舞踏祭 ザ・マーズ・デイブレイク（ナイアル・ポー）
- 攻殻機動隊 S.A.C. 2nd GIG（手配係）
- それいけ!ズッコケ三人組（宅和先生）
- NARUTO -ナルト-（パックン）
- 光と水のダフネ（田中）
- ファンタジックチルドレン（2004年 - 2005年、クックス）
- MEZZO -メゾ-（尾真張三造）
- MONSTER（2004年 - 2005年、主人、男A）

2005年
- こてんこてんこ
- ブラック・ジャック（鯨岡）
- まほらば Heartful Days（水無月丑三）

2006年
- うっかりペネロペ（2006年 - 2013年、おじいちゃん、八百屋のおじさん） - 3シリーズ
- 牙 -KIBA-（生徒指導の先生）
- コードギアス 反逆のルルーシュ（桐原泰三）
- ゼーガペイン（レムレス）
- タクティカルロア（鯨伏慶五郎）
- DEATH NOTE（出席者C）
- TOKYO TRIBE2（レンコン・シェフ）
- 姫様ご用心（椿山十郎）
- ブラック・ジャック21（鯨岡）
- BLACK LAGOON The Second Barrage（エルヴィス）
- 夜明け前より瑠璃色な 〜Crescent Love〜（高野武）
- 妖怪人間ベム（ブラックドッグ）
- RED GARDEN（クロード）

2007年
- 銀魂（頭）
- ケンコー全裸系水泳部 ウミショー（雅の父）
- 恋する天使アンジェリーク 〜かがやきの明日〜（ダワル）
- 古代王者 恐竜キング Dキッズ・アドベンチャー（爺さん）
- 人造昆虫カブトボーグ V×V（ボーグ伯爵）
- スカルマン（埴輪儀助）
- 東京魔人學園剣風帖 龖（楢崎道心、小見さん） - 2シリーズ
- NARUTO -ナルト- 疾風伝（パックン）
- ミヨリの森（おじいちゃん）
- レ・ミゼラブル 少女コゼット（シャンマチウ）

2008年
- 狼と香辛料（ヤコブ）
- GUNSLINGER GIRL -IL TEATRINO-（ドラーギ1課長）
- ゴルゴ13（警部）
- 二十面相の娘（八代）
- 秘密 〜The Revelation〜（藤堂）
- モノクローム・ファクター（組長）
- 夜桜四重奏 〜ヨザクラカルテット〜（宝宝蘭店主）
- ONE OUTS -ワンナウツ-（城丘ヘッドコーチ）

2009年
- 青い文学シリーズ「人間失格」（北）
- ゲゲゲの鬼太郎（第5作）（岩魚坊主）
- ご姉弟物語（渡部五郎）
- 蒼天航路（陳宮）
- 鋼の錬金術師 FULLMETAL ALCHEMIST（2009年 - 2010年、ハインケル）
- FAIRY TAIL（2009年 - 2025年、マカロフ・ドレアー、ファウスト） - 4シリーズ
- ルパン三世VS名探偵コナン（ソムリエ）

2010年
- コケッコーさん（タヌキさん）
- ドラえもん（テレビ朝日版第2期）（2010年 - 、番人、ケイローン、ジャイアンの父、ミュージックスクール校長）
- ぬらりひょんの孫（2010年 - 2011年、木魚達磨） - 2シリーズ

2011年
- たまごっち!（フィルムっち）
- ブレイド（マックレイ）
- レベルE（坂本尽八）

2012年
- キングダム（2012年 - 2022年、竭氏、戎翟公） - 2シリーズ
- ちとせげっちゅ!!（シゲさん）
- NARUTO -ナルト- SD ロック・リーの青春フルパワー忍伝（パックン）
- バトルスピリッツ 覇王（デザート・ベツバラ）
- LUPIN the Third -峰不二子という女-（射的場の店主）

2013年
- 宇宙兄弟（イヴァン・トルストイ）
- 宇宙戦艦ヤマト2199（ヴェム・ハイデルン）
- 義風堂々!! 兼続と慶次（北条氏政）
- がんばれ!ルルロロ（きこりのおじさん、船長）
- 超速変形ジャイロゼッター（タランバーグ）
- 幕末義人伝 浪漫（与平）
- ログ・ホライズン（2013年 - 2021年、セルジアッド＝コーウェン） - 3シリーズ

2014年
- M3〜ソノ黒キ鋼〜（CEO）
- 牙狼-GARO- -炎の刻印-（ジョルディ）
- ガンダム Gのレコンギスタ（ドニエル・トス）
- 残響のテロル（福田）
- 史上最強の弟子ケンイチ 闇の襲撃（シルクァッド・ジュナザード）
- 神撃のバハムート GENESIS（店主）
- スペース☆ダンディ（星長）
- 名探偵コナン 江戸川コナン失踪事件 〜史上最悪の2日間〜（外国人の男）

2015年
- アクエリオンロゴス（灰吹興之助）
- 牙狼 -紅蓮ノ月-（多田新発意）
- デュラララ!!×2 承（リンギーリン）
- ハイスクールD×D BorN（オーディン）
- ミス・モノクローム -The Animation- 3（王）
- ローリング☆ガールズ（魚虎守）

2016年
- アルスラーン戦記 風塵乱舞（海賊頭領）
- SUPER LOVERS（2016年 - 2017年、小野寺茂光） - 2シリーズ
- 91Days（グランキオ）
- ViVid Strike!（ロイ・ベルリネッタ）
- ヘヴィーオブジェクト（クロンダイク師）
- ヘボット!（2016年 - 2017年、ゲロリーマン、ジル・ハナジール国王、ゲキリュウドラゴン、ビリービリーン、イミのない踊りをする人）

2017年
- サザエさん
- ACCA13区監察課（セレーノ）
- ゼロから始める魔法の書（国王）
- プリンセス・プリンシパル（キンブル）
- 地獄少女 宵伽（唯の父親）
- 鬼灯の冷徹（麒麟）
- 牙狼〈GARO〉-VANISHING LINE-（2017年 - 2018年、ブルックス）

2018年
- ヒナまつり（やっさん）
- 美男高校地球防衛部HAPPY KISS!（米蔵の父）
- ジョジョの奇妙な冒険 黄金の風（2018年 - 2019年、ペリーコロ）
- 逆転裁判 〜その「真実」、異議あり!〜（エドガー・ピストン）

2019年
- えんどろ〜!（邪神〈イカクァ〉）
- レイトン ミステリー探偵社 〜カトリーのナゾトキファイル〜（ノンブル）
- ゲゲゲの鬼太郎（第6作）（鵺）
- コップクラフト（ビル・ジマー）
- スター☆トゥインクルプリキュア（2019年 - 2020年、トッパー）
- 真・中華一番!（2019年 - 2021年、ルオウ） - 2シリーズ
- PSYCHO-PASS サイコパス 3（廿六木春馬）

2020年
- アラド:逆転の輪（ソルドロス）
- ハクション大魔王2020（おじさん）
- ゴールデンカムイ（山田座長）
- 妖怪学園Y 〜Nとの遭遇〜（2020年 - 2021年、マタロウの爺ちゃん）

2021年
- EDENS ZERO（2021年 - 2023年、城主） - 2シリーズ
- 月が導く異世界道中（2021年 - 2024年、ベレン） - 2シリーズ
- ゲッターロボ アーク（巴武蔵）
- Sonny Boy（げん）
- 無職転生 〜異世界行ったら本気だす〜（ギュスターヴ・デドルディア）

2022年
- ふしぎ駄菓子屋 銭天堂（田口五郎）
- 転生賢者の異世界ライフ 〜第二の職業を得て、世界最強になりました〜（ガイゲル）
- ユーレイデコ（おじさんA）
- 転生したら剣でした（ガルス）
- 聖剣伝説 Legend of Mana -The Teardrop Crystal-（ボイド警部）
- 勇者パーティーを追放されたビーストテイマー、最強種の猫耳少女と出会う（ガンツ・ストロフ）
- うる星やつら (2022)（2022年 - 2024年、執事、面堂家執事） - 2シリーズ

2023年
- ヴィンランド・サガ（エセルレッド）
- SYNDUALITY Noir（2023年 - 2024年、ダニエル） - 2シリーズ
- ニンジャラ（ジベット）
- オーバーテイク!（二本松正三）
- 聖女の魔力は万能です（ドレヴェス侯爵）

2024年
- め組の大吾 救国のオレンジ（纏の祖父）
- ただいま、おかえり（藤吉浩司）
- 狼と香辛料 MERCHANT MEETS THE WISE WOLF（ヤコブ・タランティーノ）
- 怪獣8号（堂島板長）
- ばいばい、アース（ヤー）
- 時々ボソッとロシア語でデレる隣のアーリャさん（久世知久）
- メカウデ（サクガ）
- 鴨乃橋ロンの禁断推理（トム・ササオカ）

2025年
- 異修羅（哨のモリオ）
- ある魔女が死ぬまで（ゼペット）

### 劇場アニメ
1980年代
- 魔女の宅急便（フロント係）

1990年代
- お星さまのレール（1993年、佐野）
- クレヨンしんちゃん ヘンダーランドの大冒険（1996年、クレイ・G・マッド）
- 劇場版 魔法陣グルグル（1996年、教徒B）
- 劇場版ポケットモンスター ミュウツーの逆襲（1998年、調査員）
- パーフェクトブルー（1998年、田所）
- ガンドレス（1999年、エンドウ警部）

2000年代
- EX MACHINA（2007年、ランス）

2010年代
- 蛍火の杜へ（2011年、祖父）
- クレヨンしんちゃん 嵐を呼ぶ!オラと宇宙のプリンセス（2012年、ゲッツ）
- 劇場版 FAIRY TAIL 鳳凰の巫女（2012年、マカロフ・ドレアー）
- ストライクウィッチーズ 劇場版（2012年、アイゼンハワー）
- クレヨンしんちゃん バカうまっ!B級グルメサバイバル!!（2013年、ソースの健）
- ハル（2013年、荒波）
- ゼーガペインADP（2016年、レムレス）
- 名探偵コナン 異次元の狙撃手（2014年、スコット・グリーン）
- コードギアス 反逆のルルーシュ I・II（2017年 - 2018年、桐原泰三） - 2作品
- Gのレコンギスタ I - V（2019年 - 2022年、ドニエル・トス） - 4作品
- 映画 妖怪学園Y 猫はHEROになれるか（2019年、マタロウ祖父）

2020年代
- クレヨンしんちゃん 激突! ラクガキングダムとほぼ四人の勇者（2020年、鬼瓦築造）
- 劇場版 転生したらスライムだった件 紅蓮の絆編（2022年、チクアン）
- 駒田蒸留所へようこそ（2023年、東海林努）
- ゼーガペインSTA（2024年、レムレス）

### OVA
1990年
- 暗黒神話（運転手）
- 押忍!!空手部（勘介）

1992年
- ゴリラーマン（校長）
- 創竜伝（1992年 - 1993年）

1993年
- 紅狼

1994年
- KIZUNA -絆-（佳の父）
- KIZUNA 2（佳の父）
- 銀河英雄伝説（ライブル）
- 疾風!アイアンリーガー 銀光の旗の下に（シスレー）
- 装甲騎兵ボトムズ 赫奕たる異端（グノー枢機卿）
- ダーティペアFLASH（ゴロツキ､トラコンA）

1996年
- スレイヤーズすぺしゃる（獣人B）
- 闘神伝（ラングー・アイアン）

1997年
- B'T-X NEO（アミーゴ、ドクター）

1998年
- 新・男樹（蔵）
- 真（チェンジ!!）ゲッターロボ 世界最後の日（巴武蔵）
- MASTERキートン（ダニエル・オコンネル）

2002年
- アーケードゲーマーふぶき（国分寺マサオ）
- 殺し屋1 THE ANIMATION EPISODE 0（ジジイ）

2004年
- Phantom -PHANTOM THE ANIMATION-（アイザック・ワイズメル）

2005年
- きらめき☆プロジェクト（菊池康弘）

2006年
- BALDR FORCE EXE RESOLUTION（八木澤宗次）

2007年
- 装甲騎兵ボトムズ ペールゼン・ファイルズ（中隊長）
- デッドガールズ（刑事クロード）

2011年
- FAIRY TAIL 〜ようこそ フェアリーヒルズ!!〜（マカロフ・ドレアー）
- FAIRY TAIL 〜妖精学園 ヤンキー君とヤンキーちゃん〜（マカロフ・ドレアー）

2012年
- 史上最強の弟子ケンイチ（残心体捨流師匠）※単行本第46巻OVA付き特装版
- FAIRY TAIL 〜メモリーデイズ〜（マカロフ・ドレアー）

2014年
- WILD ADAPTER（葛西蛍一郎）
- 史上最強の弟子ケンイチ（シルクァッド・ジュナザード）※単行本第56巻OVA付き特装版

2015年
- 棺姫のチャイカ AVENGING BATTLE（俳優A）

2020年
- 鬼灯の冷徹（麒麟） - コミックス第31巻DVD付き限定版

### Webアニメ
2006年
- 幕末機関説 いろはにほへと（斎念和尚）

2011年
- +チック姉さん（戦車兵）

2019年
- ファイトリーグ ギア・ガジェット・ジェネレーターズ（ボルト）

2020年
- 魔神英雄伝ワタル 七魂の龍神丸（オレ＝ドレッド）

### ゲーム
1991年
- 太平記（新田義貞）

1992年
- 超時空要塞マクロス 永遠のラブソング

1994年
- ショックウェーブ（フランク・ベッカー）

1995年
- 機動戦士ガンダム（ドズル・ザビ）
- リンダキューブ（ミカ・パンハイム、長老）

1996年
- サクラ大戦（猪）

1998年
- 爆走デコトラ伝説〜男一匹夢街道〜（野波茂、極道）
- 恋愛候補生 STARLIGHT SCRAMBLE（南雲大輔）

1999年
- スタートリング・オデッセイ

2001年
- ジオニックフロント 機動戦士ガンダム0079（ミガキ）
- ジャック×ダクスター 旧世界の遺産（ゴージィ）

2002年
- シャーマンキング スピリット オブ シャーマンズ（馬孫）
- ダーククロニクル（モートン、ノーム）

2003年
- グローランサーIV（ヒエン）
- サクラ大戦 〜熱き血潮に〜（猪）
- シャーマンキング ソウルファイト（馬孫）
- 第2次スーパーロボット大戦α（ナンガ・シルバレー）

2004年
- クラッシュ・バンディクー5 え〜っ クラッシュとコルテックスの野望?!?（エビル・ツインズ〈ビクター〉）
- シャーマンキング ふんばりスピリッツ（馬孫、大栄）
- 007 エブリシング オア ナッシング（ヤヤコフ）
- 鉄人28号（首領X）

2005年
- 未来少年コナン（ダイス）

2006年
- Age of Empires III（ナポレオン・ボナパルト）
- 戦国BASARA2（本願寺顕如）
- .hack//G.U.（2006年 - 2017年、大火） - 4作品

2007年
- SDガンダム GGENERATION（ダルシア・バハロ、ジン・ジャハナム、ロザーリオ・レオーネ） - 2作品
- 戦国BASARA2 英雄外伝（本願寺顕如）
- BLADESTORM 百年戦争（ジョン・チャンドス）

2008年
- コードギアス 反逆のルルーシュ LOST COLORS（桐原泰三）

2009年
- 戦国BASARA バトルヒーローズ（本願寺顕如）
- テイルズ オブ ヴェスペリア（サイファー） - PS3版
- ファイナルファンタジー・クリスタルクロニクル クリスタルベアラー（シド）

2010年
- ALAN WAKE（パット・メイン）
- ゴッド・オブ・ウォーIII（ダイダロス）
- .hack//Link（大火）

2011年
- クレヨンしんちゃん 宇宙DEアチョー!? 友情のおバカラテ!!
- グローランサーIV オーバーリローデッド（ヒエン）
- 戦国BASARA クロニクルヒーローズ（本願寺顕如）
- 第2次スーパーロボット大戦Z 破界篇 / 再世篇（2011年 - 2012年、巴武蔵） - 2作品

2012年
- アーマード・コアV（代表）
- アサシン クリード III（アキレス・ダベンポート）
- アサシン クリード III レディ リバティ
- FAIRY TAIL ゼレフ覚醒（マカロフ・ドレアー）

2013年
- アサシン クリード IV ブラック フラッグ
- 百年戦記 ユーロ・ヒストリア

2014年
- アサシン クリード ローグ（アキレス・ダベンポート）
- クレヨンしんちゃん 嵐を呼ぶ カスカベ映画スターズ!（ソースの健）

2015年
- Everybody's Gone to the Rapture 幸福な消失（フランク・アップルトン）
- グランブルーファンタジー（ガルチーザ）
- テイルズオブベルセリア（クロガネ）
- Hearthstone: ハースストーン（ナクスラーマスの亡霊）
- ファイナルファンタジーXIV: 蒼天のイシュガルド（トールダン七世）

2016年
- スターオーシャン5 -Integrity and Faithlessness-（クルップ）
- スーパーロボット大戦OG ムーン・デュエラーズ（ヘルルーガ・イズベルガ）

2017年
- スーパーロボット大戦V（ヴェム・ハイデルン）

2018年
- スーパーロボット大戦X（ドニエル・トス）

2019年
- スーパーロボット大戦T（巴武蔵、ガドヴェド・ガオード）
- ドラえもん のび太の牧場物語（ヤーメイ）

2020年
- 幽☆遊☆白書 100%本気バトル（鯱）
- 妖怪ウォッチJam 妖怪学園Y 〜ワイワイ学園生活〜（マタロウのじいちゃん）
- スーパーロボット大戦DD（2020年 - 2025年、ムサシ）

2021年
- テイルズ オブ アライズ（ドク）
- スーパーロボット大戦30（ガドヴェド・ガオード）

2022年
- 刀剣乱舞無双（徳川家康）
- TRANSFORMERS ALLIANCE（ホイルジャック）
- 鋼の錬金術師 MOBILE（ハインケル）
- コードギアス 反逆のルルーシュ ロストストーリーズ（2022年 - 2023年、桐原泰三）
- 機動戦士ガンダム 鉄血のオルフェンズG（ロザーリオ・レオーネ）

2024年
- 金色のガッシュベル!! 永遠の絆の仲間たち（ゴルドー）

### ドラマCD
- アークザラッドII 炎のエルク（部下A）
- VELVET UNDERWORLD「Fragment story #0 “The Fool”」（美和）
- 海ニ眠ル花（室生影忠、カニカニ）
- 孔明のヨメ。（張飛）
- サウンド・ストーリー グランディーク 完全版（ライナス）
- ストリートファイターZERO 外伝 〜春麗旅立ちの章〜（呂、組織の男1、ヤクザ1）
- それいけ!ズッコケ三人組 〜ズッコケ海底大陸の秘密〜（宅和源太郎、知念耕作）
- 秘書育成中。（鍛冶宗路）
- 新世紀GPXサイバーフォーミュラSAGA ROUND4 I WILL BE BACK（グレイ）
- 魔性の子（後藤）
- 魔神英雄伝ワタル3 虎王物語 虎王伝説 CDシネマ3 千年恋歌編（館の男）
- 魔法陣グルグル 〜大迷惑! 熱血妖精の恩返し〜（カセキダイアモンド）
- ミュウツーの誕生（調査員A）
- WILD ADAPTER（葛西蛍一郎）

### ラジオドラマ
- VOMIC「ぬらりひょんの孫」（木魚達磨、ナレーション）

### オーディオブック
- 永遠の0（景浦介山）
- 夜と霧 新版（朗読）[56]

### 吹き替え

#### 担当俳優
アレック・ボールドウィン
- アロハ（ディクソン大将）
- シャドー（ラモント・クランストン）※テレビ朝日版
- スポンジ・ボブ/スクエアパンツ ザ・ムービー（デニス）
- 冷たい月を抱く女（ジェド・ヒル）※VHS版

イライアス・コティーズ
- コンバット・ホスピタル 戦場救命（ザヴィエル・マークス大佐）
- シャッター アイランド（アンドリュー・リーディス）
- ラスト・デイズ・オン・マーズ（チャールズ・ブルネル）

ゲイリー・オールドマン
- 赤ずきん（ソロモン神父）
- 裏切りのサーカス（ジョージ・スマイリー）
- クリミナル 2人の記憶を持つ男（クウェイカー・ウェルズ）
- チャイルド44 森に消えた子供たち（ネステロフ将軍）
- ハリー・ポッターシリーズ（シリウス・ブラック）
  - ハリー・ポッターとアズカバンの囚人
  - ハリー・ポッターと炎のゴブレット
  - ハリー・ポッターと不死鳥の騎士団
  - ハリー・ポッターと死の秘宝 PART2

- ハリー・ポッター20周年記念: リターン・トゥ・ホグワーツ（本人）
- 欲望のバージニア（フロイド・バナー）

コルム・ミーニイ
- コン・エアー（ダンカン・マロイ麻薬捜査官）
- 新スタートレック（マイルズ・オブライエン）
  - スタートレック:ディープ・スペース・ナイン（マイルズ・オブライエン）

- ダブリン上等!（ジェリー）
- レイヤー・ケーキ（ジーン）

ジェームズ・ガンドルフィーニ
- 刑事エデン/追跡者（トニー・バルデザリ）
- 陪審員（エディ）※日本テレビ版
- ロスト・ストーリー（ヴィンセント）

ジェフリー・ライト
- ウエストワールド（バーナード・ロウ）
- ザ・エージェンシー（ヘンリー）
- ザ・ゴールドフィンチ（ホービー）
- THE BATMAN-ザ・バットマン-（ジェームズ・ゴードン）
- シビル・ガン/楽園をください（ダニエル・ホルト）
- 007/カジノ・ロワイヤル（フェリックス・ライター）※ソフト版
- 007/慰めの報酬（フェリックス・ライター）※ソフト版

シャイ・マクブライド
- アイ,ロボット（ジョン・バーギン警部補）※フジテレビ版
- さまよう魂たち（サイラス）
- マーキュリー・ライジング（トーマス・ジョーダン）※テレビ朝日版

ジョー・ドン・ベイカー
- バニシング・チェイス/激突!潜入捜査網25時（ドノバン）
- ホワイトハウス狂騒曲（オラフ・アンダーソン）※ソフト版
- マーズ・アタック!（リッチーの父）※テレビ東京版
- リアリティ・バイツ（トム・ピアース）

ジョン・リス＝デイヴィス
- アナコンダ3（マードック）
- アナコンダ4（マードック）
- 新・アンタッチャブル（マイケル・マローン）
- 007/リビング・デイライツ（レオニード・プーシキン）※ソフト版
- ブレイク・スルー/クレイゴ島からの脱出（ラシード）

チーチ・マリン
- グランパ・ウォーズ おじいちゃんと僕の宣戦布告（ダニー）
- スパイキッズ（フェリックス・ガム）※機内上映版
- ティン・カップ（ロミオ・ポーザー）
- フロム・ダスク・ティル・ドーン（チェット・プッシー / カルロス / 国境警備員）※ソフト版

バリー・シャバカ・ヘンリー
- ER緊急救命室（ブラニガン刑事）
- エージェント・オブ・シールド シーズン6（Dr.マーカス・ベンソン）
- シティ・オブ・ブラッド（ジョン・フレンドリー署長）

ブルース・マッギル
- グランドコントロール 乱気流（T・C・ブライアント）※旧ソフト版
- コラテラル（フランク・ペドロサ）
- ラスト・ボーイスカウト（マイク・マシューズ）※ソフト版

マイケル・アイアンサイド
- ターミネーター4（アシュダウン）
- パーフェクト ストーム（ボブ・ブラウン）
- キャッスル 〜ミステリー作家は事件がお好き シーズン2 #21（ヴィクター・レイシーン）

ルイス・ガスマン
- イエスマン “YES”は人生のパスワード（自殺志願者）
- ウェンズデー（ゴメズ・アダムス）
- 新Mr.ダマー ハリーとロイド、コンビ結成!（レイ・クリスマス）
- ハード・ウェイ（ベニー・プーリー刑事）※ソフト版
- ボーン・コレクター（エディ・オーティズ）※ソフト版

レイ・ウィンストン
- ノア 約束の舟（トバル・カイン）
- ヒューゴの不思議な発明（クロードおじさん）
- ランゴ（バッド・ビル）

#### 映画
- アイ・アム・デビッド（ロベルト）
- アイスマン（ルーミス〈ダニー・グローヴァー〉）
- アイズ ワイド シャット
- 愛と精霊の家（セグンド）
- アイドル・ハンズ
- 愛についてのキンゼイ・レポート（ハーマン・ウェルズ〈オリヴァー・プラット〉）
- アイム・ユア・ウーマン（アート〈フランキー・フェイソン〉）
- アウト・オブ・タウナーズ（ジョーダン巡査部長）
- アウト・フォー・ジャスティス（飲み屋のベニー、子犬を道路に捨てた男）※テレビ朝日版
- アウトロー・ポリス/傷だらけのバッジ（ルー）
- 赤い殺意（ミネソタ）
- アガサ・クリスティーの奥さまは名探偵（モロワ医師、ドミニク）
- 悪霊喰（司教〈マッティア・スブラジア〉）
- アステロイド/最終衝撃（ジョーンズ提督、カンザスシティ消防署長）※ソフト版
- アストロ・コップ（局長）
- アダム・サンドラーはビリー・マジソン/一日一善（マックス・アンダーソン）
- アダムス・ファミリー（タリー・アルフォード〈ダン・ヘダヤ〉）※日本テレビ版
- アナコンダ（ダニー〈アイス・キューブ〉）※テレビ朝日版
- アナコンダvs.殺人クロコダイル（ビッカーマン〈ロバート・イングランド〉）
- あなたに恋のリフレイン
- あなたに降る夢（ボー・ウィリアムズ〈ウェンデル・ピアース〉）
- あなたの、私のクリスマス？（祖父〈ラム・ジョン・ホルダー〉）
  - あなたの、私のクリスマス？2
- あの日、欲望の大地で（ニック〈ジョアキム・デ・アルメイダ〉）
- アビス（フィンラー、バーンズ〈マイケル・ビーチ〉）※ソフト版
- ア・フュー・グッドメン（エドワード・ハマカー伍長〈キューバ・グッディング・ジュニア〉）
- アフリカン・ダンク（ウルドゥ）
- アマロ神父の罪（ナタリオ神父〈ダミアン・アルカザール〉）
- アラスカ・ケビン 史上最大の犬ぞり大作戦（リスキン）
- アルティメット（カルロス・モントーヤ）
- アルティメット2 マッスル・ネバー・ダイ（ウォルター・ガスマン〈ダニエル・デュヴァル〉）
- アルマゲドン（フレディ・ヌーナン〈クラーク・ブローリー〉）※フジテレビ版
- アンスピーカブル（セザール）
- アンダーカヴァー（ジャック・シャピロ警部〈トニー・ムサンテ〉）
- アンダー・プレッシャー（カール）
- アンタッチャブル（地方検事〈クリフトン・ジェームズ〉）※ソフト版
- アンドレ/海から来た天使（ビリー・ベイカー〈キース・ザラバッカ〉）
- アンノウン（もう1人のマーティン・ハリス〈エイダン・クイン〉）
- イースタン・コンドル（班長〈ウー・マ〉）
- イースト/ウエスト 遙かなる祖国（アンドロフ）
- イエスマン “YES”は人生のパスワード（ホームレス〈ブレント・ブリスコー〉）
- 怒りの戦場 CODE:PIRANHA（グラゴレフ将軍、テノール〉）
- イップ 翼をもった女の子（ワレ〈フープ・スターペル〉）
- イレイザー（ジョニー・キャステレオーネ〈ロバート・パストレリ〉）※ソフト版
- イン・ザ・ハイツ（アレハンドロ）
- インデペンデンス・デイ（マーティ・ギルバート〈ハーヴェイ・ファイアスタイン〉）※ソフト版
- イントルーダー 怒りの翼（フランク〈ヴィング・レイムス〉）※ソフト版
- 陰謀の代償 N.Y.コンフィデンシャル（マサーズ警部〈レイ・リオッタ〉）
- ヴァンパイア・イン・ブルックリン（ベアー）※VHS版
- ウェインズ・ワールド2（フランキー・シャープ〈フランク・ディレオ〉）
- ウェドロック（囚人〈ダニー・トレホ〉）※VHS版
- ウォンカとチョコレート工場のはじまり（老紳士[61]）
- 美しき獲物（スティーヴ・ノーラン）
- 噂のテディ・ロビン/美女・美女スパイにご用心!（刑事〈シン・フイオン〉）
- 運命の扉（アーガス・ウィネット〈ジェイ・O・サンダース〉）
- エージェント・ゾーハン
- エア★アメリカ（O・V〈マーシャル・ベル〉）※日本テレビ版
- エア・バディ2（ポポフ）※ソフト版
- エイリアン3（グレゴール）※劇場公開版
- エコーズ（フランク〈ケヴィン・ダン〉
- エスケープ・フロム・L.A.（サイゴン・シャドー〈ジェフ・イマダ〉）※ソフト版
- X-MEN:ファースト・ジェネレーション（海軍大将〈ジェームズ・レマー〉）
- エディー 勝利の天使（ジョン・ベイリー〈デニス・ファリーナ〉）
- エドtv（ハンク・ペカーニー〈デニス・ホッパー〉）
- エリン・ブロコビッチ（チャールズ・エンブリー〈トレイシー・ウォルター〉、ピート・ジェンセン）※ソフト版
- L.A.コンフィデンシャル（メキシコ人）※フジテレビ版
- L.A.マフィア戦争/大殺戮（ブリック〈ボブキャット・ゴールドスウェイト〉）
- エントラップメント（ハース〈ケヴィン・マクナリー〉）※テレビ東京版
- OSS 117 私を愛したカフェオーレ（上司）
- オートマタ（ロバート・ボールド〈ロバート・フォスター〉）
- オーバー・ザ・トップ（ルーカー〈テリー・ファンク〉）※TBS版
- オーバー・サマー 爆裂刑事（ドラゴン〈ジョー・リー〉）
- オー!マイ・ゴースト（幽霊の父親〈アラン・ラック〉）
- オールドピープル
- 黄金作戦 追いつ追われつ（船のチケット売り）
- オスカー（エース）
- オフビート（エイブ〈クレアヴァント・デリックス〉）※テレビ東京版
- オフロでGO!!!!! タイムマシンはジェット式（修理人〈チェビー・チェイス〉）
- オリバー・ツイスト（バンブル）
- 俺は飛ばし屋/プロゴルファー・ギル（チャッブス・ピーターソン〈カール・ウェザース〉）
- 帰ってきた白バイ野郎ジョン&パンチ（チェット）
- かけひきは、恋のはじまり（サッズ〈スティーヴン・ルート〉）
- カジュアリティーズ（ローワン）※ソフト版
- カスケーダー（ワルター）
- カナディアン・エクスプレス（パイロット）※ソフト版
- 壁の中に誰かがいる（リロイ〈ヴィング・レイムス〉）
- がんばれ!ルーキー（サル・マルティネラ）
- カンフーハッスル（ジア・カンシー）
- 記憶のはばたき（モーリー・ルイス）
- 危険な動物たち（アシカ係のレジー）
- キック・オーバー（ハビ〈ダニエル・ヒメネス・カチョ〉）
- キャスパー（カーティス先生）※VHS版
- キャット・ピープル（ブラント刑事〈フランキー・フェイソン〉）※ソフト版
- ギャング・オブ・ニューヨーク（マグロイン〈ゲイリー・ルイス〉）※ソフト版
- 9か月（Dr. ニューソー）
- 96時間（スチュアート〈ザンダー・バークレー〉）
- 巨大怪物 マンシング（ピート・ホーン、ヴァル）
- キラーコンドーム（ロビンソン）
- キンダガートン・コップ（ヘンリー・シュープ）※ソフト版
- クイーンズ・ロジック/女の言い分・男の言い訳（モンティ〈トム・ウェイツ〉）
- グッドマン・イン・アフリカ（ディッキー・ダルマイア）
- クライモリ デッド・パーティ（メイナード・J・オデッツ〈ダグ・ブラッドレイ〉）
- クラッシャー/大津波（ブリシック捜査官）
- クラッシュ・ザ・タンカー/流出危機（ビル・スティーヴンス〈ドン・S・デイヴィス〉、ジョセフ・ヘイゼルウッド船長）
- グリーン・カード（ハリー〈ジョン・スペンサー〉）
- クリスマスに万歳!（シェップ）
- クリムゾン・タイド（ビリー・リンクレター）※ソフト版
- クルーレス（メル・ホロウィッツ〈ダン・ヘダヤ〉）
- 狂っちゃいないぜ（エド・クラベス〈カート・フラー〉）
- グローリー（需品係将校〈リチャード・リール〉）※日本テレビ版
- グローリー・デイズ/旅立ちの日（ジャックの父、クレイジー）
- クロオビキッズ（フェスター）
- クロコダイル・ダンディー（バジー）※フジテレビ版
- クロコダイル・ダンディー in L.A.（ジャッコ）※ソフト版
- 黒ひげ大旋風（シルキー・シーモア）※ソフト版
- ゲーム（アンソン・ベア〈アーミン・ミューラー＝スタール〉）※VOD版
- 刑事エデン/追跡者（ヤコブ・クラウスマン〈ジェイク・ウェバー〉）
- 刑事ジョン・ブック 目撃者 ※テレビ朝日版
- 刑事ニコ/法の死角（カルロス・アヴァンダーノ弁護士、バーの客〈マイケル・ルーカー〉）※TBS版
- 激流（レンジャー、警官〈グレン・モーシャワー〉）※ソフト版
- ゲス・フー/招かれざる恋人（ダンテ）
- ゲッティング・イーブン（ジン〈ロン・カナダ〉）
- ゲット・アライブ（デュゲ〈ジェラール・ドパルデュー〉）
- ゴースト・オブ・マーズ（ウノ）
- コーンヘッズ（ルドルフ〈ジョン・ロヴィッツ〉、タクシーの乗客〈ドリュー・キャリー〉）
- 恋する予感（オハラ〈アラン・リックマン〉）
- 恋のためらい/フランキーとジョニー（ティム〈ネイサン・レイン〉）
- 交渉人（グレイ捜査官）※テレビ朝日版
- 地上より永遠に（ウォーデン曹長〈バート・ランカスター〉）※PDDVD版
- 心のままに（ハワード〈デルロイ・リンドー〉）
- 50回目のファースト・キス（マーリン・ホイットモア〈ブレイク・クラーク〉）
- ゴッド・ギャンブラー 完結編（ハゲタカ〈ロー・カーイン〉）※VHS版
- ゴッドファーザー（ピーター・クレメンザ〈リチャード・S・カステラーノ〉）※DVD版
- コップランド ※日本テレビ版
- コッポラの胡蝶の夢（スタンチェレスク教授〈ブルーノ・ガンツ〉）
- コンクリート・ウォー（ハスケル）
- コンフィデンス（ゴドー〈ポール・ジアマッティ〉）
- ザ・クラフト（サラの父〈クリフ・デ・ヤング〉）
- ザ・シューター 大統領暗殺（トッド・ショウ〈レイ・リオッタ〉）
- ザ・スナイパー
- サスペクト・ゼロ（ハロルド・スペック〈ケヴィン・チャンバーリン〉）
- ザ・セル2（ケッセル特別捜査官）
- 殺人療法/臓器強奪（ウェブスター保安官）
- ザ・ハント（ドン〈ウェイン・デュヴァル〉）
- サブウェイ・パニック 1:23PM（ミスター・グリーン〈リチャード・シフ〉）
- ザ・フォッグ（メル）※テレビ朝日版
- さよならゲーム（サンディ・グライムス〈ヘンリー・G・サンダース〉）
- ザ・ロック（提督〈ハリー・ハンフリーズ〉）※日本テレビ版
- ザ・ワイルド（水陸両用機のパイロット）※ソフト版
- 三銃士（アルマン・ド・ウィンター）※ソフト版
- 34丁目の奇跡（警官〈ピーター・ゲレッティ〉、大佐）
- サンダーバード6号 ※VHS版
- シークレット・パラダイス（チャールズ・アルノー）
- シークレット・ミッション（サイモン〈ラルフ・ブラウン〉）
- 幸せのちから（タクシードライバー）※ソフト版
- シェーン ※テレビ東京版
- JFK（ビル・ブロザード〈マイケル・ルーカー〉）※テレビ朝日版
- ジェイド（アーノルド・クリフォード〈ケヴィン・タイ〉）
- ジェシカおばさんの事件簿/ふたつの墓の謎（コーネリアス・アシュランド）
- ジェシカおばさんの事件簿/遺言に隠された謎（デニー）
- ジェット・ローラー・コースター（キーファー警部〈ハリー・ガーディノ〉、ヴァージ）※ソフト版
- ジェネラル/天国は血の匂い（ネッド・ケニー警部補〈ジョン・ヴォイト〉）
- ジェミニマン（ジャック・ウィリス〈ダグラス・ホッジ〉[62]）
- 始皇帝暗殺（呂不韋〈チェン・カイコー〉）
- 地獄の殺人救急車/狙われた金髪の美女（男性看護師）
- 地獄曼陀羅 アシュラ（モーハン）
- 7月4日に生まれて（マーヴィン）※VHS版
- 死の標的（神父、ジャマイカギャング）※ソフト版、（モンキー）※フジテレビ版
- シャーロック・ホームズ/バスカヴィル家の犬（ジェームズ・モーティマー）
- ジャイアント・ベビー/ミクロキッズ2（ブルックス〈ロン・カナダ〉）※日本テレビ版
- シャザム!（男警官1、怠惰[63]）※劇場公開版
  - シャザム!〜神々の怒り〜（ミスター・マインド[64]）
- ジャック・フロスト/パパは雪だるま（シド・グロニック）
- ジャンゴ 繋がれざる者（ビッグ・ダディ〈ドン・ジョンソン〉、アメリゴ・バセッピィ〈フランコ・ネロ〉）
- ジャンプ・イン!（ケネス・ダニエルズ〈デヴィッド・レイヴァーズ〉）
- 自由な女神たち（ロマン〈ラデ・シェルベッジア〉）
- ジュラシック・パークIII（M.B.ナッシュ〈ブルース・ヤング〉）
- ジョージ・フォアマン: 45歳のヘビー級チャンピオン（ドク・ブローダス〈フォレスト・ウィテカー〉）
- 処刑人（ドク）
- 処刑人II（ドリー刑事）
- ジョニー・イングリッシュ 気休めの報酬（ティン・ウォン導師〈伊川東吾〉）
- 真実の行方（ウッドサイド警部）
- 仁義なき抗争（イレブン〈ン・マンタ〉）
- 人生、ここにあり!（ネッロ・トレッビ〈クラウディオ・ビジオ〉）
- 新トータル・リコール（ジョニー）
- シンプル・ウィッシュ（ドゥエン）
- スイッチバック 追跡者（クライド・ショーティ・キャラハン）
- 推定無罪（モーリー・ディッカーマン）※テレビ朝日版
- 推理作家ポー 最期の5日間（マドックス〈ケヴィン・マクナリー〉）
- スウォーズマン 剣士列伝（劉正風〈ウー・マ〉）
- スクリーム（ケニー）
- スター・ウォーズ/フォースの覚醒（アンカー・プラット〈サイモン・ペッグ〉）
- スタートレックVI 未知の世界（パベル・チェコフ〈ウォルター・ケーニッヒ〉）※VHS版、（カルラ准将）※ソフト版
- スタートレック ジェネレーションズ（パベル・チェコフ〈ウォルター・ケーニッヒ〉）※VHS版
- スタートレック 叛乱（ルアフォ〈F・マーリー・エイブラハム〉）
- スティールシャークス（ジム・ペリー提督〈ビリー・ディー・ウィリアムズ〉）
- スティング（ライリー）※テレビ朝日版
- ストーン・コールド'98（エメリー・ライカー〈ブライオン・ジェームズ〉）
- ストリート・オブ・ファイヤー（ハリー）※VOD版
- ストリートファイター（バルログ）※テレビ朝日版
- スネーク・アイズ（ミッキー・アルター）※ソフト版
- スノーデイ/学校お休み大作戦（ヒーバート）
- スノー・ドッグ（アーサー）
- スピーシーズ2（カーター・バージェス大佐〈ジョージ・ズンザ〉）※ソフト版
- スピード（サム[65]）※ソフト版
- SPIRIT（ロイフ）
- スペースボール（ピザ・ザ・ハット〈ドム・デルイーズ〉）
- スマイル・ライク・ユアーズ/緊急!子づくり宣言（スティーヴ・ハリス）
- スラムドッグ$ミリオネア（プレーム・クマール〈アニル・カプール〉）
- スリープウォーカーズ（ホレス）
- スリーメン&ベビー（ヴィンス〈ポール・ギルフォイル〉）※フジテレビ版
- 聖者の眠る街（船長〈ダニエル・フォン・バーゲン〉）
- 008 皇帝ミッション（無相皇帝の息子〈ユエン・シュンイー〉、ロク・スイフン〈マンフレッド・ウォン〉）
- 戦場からの脱出（小隊長）
- 千年医師物語 〜ペルシアの彼方へ〜（理髪師〈ステラン・スカルスガルド〉）
- ソウ2（ジョナス・シンガー〈グレン・プラマー〉）
- ソウルメン（ルイス・ハインズ〈サミュエル・L・ジャクソン〉）
- 続・星の国から来た仲間（シクル）
- 続ラブ・バッグ（スミティ）
- 訴訟（スティーヴン・ケレン〈ロバート・デヴィッド・ホール〉）
- ソルジャー（スレッド）※ソフト版
- ダーク・アベンジャー/暗闇からの復讐者（トム・リンガーマン〈トニー・アメンドーラ〉）
- ダーククリスタル ※BD版
- ダークサイド（トム〈ゲイリー・ビジー〉）
- ダークシティ（カール・ハリス）※ソフト版
- ダークネス（サイモン・リチャーズ〈ポール・ライザー〉）
- ダークマン2（アルフレッド・ハサウェイ博士、ストリンガー）※ソフト版
- ダークライト（エイブ）
- ダーティハリー4（スレルキス〈マイケル・V・ガッツォ〉）※追加収録部分
- ダーティ・ボーイズ（フィンチ〈ビル・ナン〉）
- タービュランス2（ハロルド）
- ターミネーター2（ダグラス）※VHS版
- 第一容疑者（アーロン・ウィンゲート）
- タイタンの戦い（ポセイドン〈ダニー・ヒューストン〉）※劇場公開版
- タイタンの逆襲（ポセイドン〈ダニー・ヒューストン〉）
- ダイ・ハード（アル・パウエル巡査部長〈レジナルド・ヴェルジョンソン〉）※機内上映版追加録音部分
- ダイ・ハード3（クロス）※ソフト版、（オットー）※テレビ朝日版
- ダイヤルM（アルバート、ジェイソン・ゲイツ）※ソフト版
- ダウンタウン（ゲイリー）
- 宝島（ジョージ・メリー〈ラルフ・トルーマン〉）※DVD版
- TAXi④（獣医）
- タクシードライバー ※ソフト版
- タッカー（ダッチ）
- ダドリーの大冒険（ホーマー〈ジャック・ケーラー〉）
- 007シリーズ
  - 007 ダイヤモンドは永遠に（ピーター・フランクス） ※TBS新録版、（フェリックス・ライター〈ノーマン・バートン〉）※ソフト版
  - 007 リビング・デイライツ（看守）※TBS版
  - 007 消されたライセンス（ヘラー）※TBS版
  - 007 トゥモロー・ネバー・ダイ（ヘンリー・グプタ〈リッキー・ジェイ〉）※テレビ朝日版
  - 007 ダイ・アナザー・デイ（アルバレス博士〈シモン・アンドルー〉）※テレビ朝日版
  - 007 スペクター（スキアラ〈アレッサンドロ・クレモナ〉）
- タワー・オブ・タイタンズ（フースフ〈サル・ボルジェーセ〉）
- ダンテズ・ピーク（テリー・ファーロング）
- チーター 三人とチーター友情物語（キポイン）
- チェリー2000
- 地下室の悪夢（タッカー・クリーヴランド〈ブラッド・ドゥーリフ〉）※VHS版
- チョコレート（ダッパ・スミス、ジョーンズ保安官）
- 沈黙の奪還（ハリー〈ヴィンセント・リオッタ〉）
- 沈黙の断崖（フィル・プラット〈リチャード・メイサー〉）※テレビ朝日版
- 沈黙の要塞（ビッグマイク〈マイク・スター〉、イートク、傭兵）※テレビ朝日版
- 2ガンズ（パピ・グレコ〈エドワード・ジェームズ・オルモス〉）
- 月の輝く夜に（ローウェル、ウェイター〈ジョー・グリファシ〉）※JAL機内上映版
- D&D 完全黙秘（ポーの手下〈ブラッキー・コー〉）
- ディープ・インパクト（マーカス・ウルフ博士〈チャールズ・マーティン・スミス〉、モーガン・エントレキン）
- ディープ・ブルー（ヘリのパイロット〈ダニエル・レイ、ヴァレント・ロドリゲス〉）※ソフト版
- ディクテーター 身元不明でニューヨーク（クレイトン〈ジョン・C・ライリー〉）
- ティコ・ムーン（主治医〈ジャン＝ルイ・トランティニャン〉）
- ディス・イズ・マイ・ライフ（エド）
- デイズ・オブ・サンダー（バック・ブレザトン〈ジョン・C・ライリー〉）※ソフト版
- ディスクロージャー（アーサー）※テレビ朝日版
- ティファニーで朝食を（ユニオシ〈ミッキー・ルーニー〉）※ソフト版
- デイライト（ジョージ・タイレル〈スタン・ショウ〉）※ソフト版
- デザート・スコルピオン（ユセフ・アルバニール）
- デスペラード（ブチョ〈ジョアキム・デ・アルメイダ〉）※テレビ朝日版
- 鉄拳高 同級生はケンカ王（フェニックスの父〈ン・チーホン〉）
- デッド・エンド/特捜記者ブラティガンの挑戦（ロニー）
- デッド・カーム/戦慄の航海（ラッセル・ベローズ）
- デッドフォール（クワン〈ジェームズ・ホン〉）※テレビ朝日版
- デッド・リミット（スタッブス将軍〈ブライオン・ジェームズ〉）
- デッド・レイン（トム・ランサム）
- デモリションマン ※ソフト版
- 天国からの奇跡（スコット牧師〈ジョン・キャロル・リンチ〉）
- 天国に行けないパパ（スピヴァク）
- 天使のキス・ショット（マックス・フレッチャー〈デニス・フランツ〉）
- デンジャラス・ラン（カルロス・ビラル〈ルーベン・ブラデス〉）※BSジャパン版
- ドーベルマン（ジョー叔父さん）
- トーマス・クラウン・アフェアー（パレッティ刑事〈フランキー・フェイソン〉）※ソフト版
- トイズ（ジョー）
- 盗聴（マックス〈フィリップ・グレンジャー〉）
- トゥモロー・ワールド（シド〈ピーター・マラン〉）
- トゥルー・グリット（保安官〈レオン・ラッサム〉、J・ノーブル・ダゲット〈J・K・シモンズ〉、コール・ヤンガー）
- トゥルーナイト
- 遠い国（ダスティ、ラティゴ）※ソフト版
- ドク・ハリウッド（メルヴィン）※ソフト版
- 隣のリッチマン
- 飛べないアヒル（ホール氏）
- トム・グリーンのマネー・クレイジー スットコ大作戦（エメット・クック判事〈リチャード・ジェンキンス〉）
- トラブル・バスター（アルフ・ブリンケ〈ステファン・サウク〉）
- ドラムライン（ウェイド）
- トランザム7000VS激突パトカー軍団（ビュフォード・T・ジャスティス保安官 / ゲイロード・ジャスティス / レジナルド・ヴァン・ジャスティス〈ジャッキー・グリーソン〉）※ソフト版
- トランザム7000 PART3（ビュフォード・T・ジャスティス保安官〈ジャッキー・グリーソン〉）
- トランスフォーマー/ダークサイド・ムーン（ホイルジャック）
- トリガー・エフェクト（ステフ〈ビル・スミトロヴィッチ〉）
- トリコロールに燃えて（フランツ・ビートリッヒ少佐〈トーマス・クレッチマン〉）
- トリプル・リベンジ（ジミー・マーサ〈アンディ・ガルシア〉）
- ドルフ・ラングレン in レッド・リベンジャー（アレクサンドル・"サーシャ"・ポポフ）
- トレマーズ（カーマイン）※ソフト版
- トレマーズ2（ジョン・ペドロ、作業員、テレビの声）
- トロイ
- ドロップ・ゾーン（アール・リーディ〈マイケル・ジェッター〉）※ソフト版
- トワイライトゾーン最終章/ロッド・サーリング・スペシャル（レインブリッジ）
- トワイライト 葬られた過去（フィル・イーガン〈ジョン・スペンサー〉、水鉄砲屋の店員〈ルイス・アークエット〉）
- ナーズの復讐III ナーズ軍団、最終決戦!（ギルバート、クラレンス〈クランシー・ブラウン〉）
- ナイトウォッチ（ビル・デイヴィス警部補〈ジョン・C・ライリー〉）
- ナイルの宝石（ラルフ〈ダニー・デヴィート〉）※テレビ朝日版
- ナッシング・トゥ・ルーズ（バート保安官）
- ナルニア国物語/第3章: アスラン王と魔法の島（タヴロス[66]）
- ニック・オブ・タイム（トラスト〈ビル・スミトロヴィッチ〉）※ソフト版
- ニューオーリンズ・トライアル（ストロード、バーク、フェラン教授〈ピーター・ジュラシック〉）※機内上映版
- 人間消失 トリビュレーション・フォース（スティーヴ・プランク）
- ネイビー・シールズ ※VHS版
- ネバーエンディング・ストーリー3 ※テレビ朝日版
- ネメシス2（オスロ）
- ノイズ（アレックス〈ニック・カサヴェテス〉）※ソフト版
- 覗く女（コーチ）
- ハーヴィ/裸のウサギを持つ男
- ハード・ターゲット（ランダル・ポー）※ソフト版
- ハードロック・ハイジャック（マーカス〈レグ・E・キャシー〉）
- バートン・フィンク（チャーリー・メドウズ〈ジョン・グッドマン〉）※DVD版
- パーフェクト・ワールド（マック）※テレビ東京版
- バーブ・ワイヤー/ブロンド美女戦記（シュミッツ〈クリント・ハワード〉）※ソフト版
- バイオニック・ジェミー 蘇った地上最強の美女（シェファード医師〈ブライアン・クランストン〉）
- ハイスクール・ミュージカル/ザ・ムービー（チャドの父〈デヴィッド・レイヴァーズ〉）
- ハイド・アンド・シーク 暗闇のかくれんぼ（ハスキンス）※テレビ東京版
- 背徳の囁き（ドリアン・フレッチャー〈マイケル・ビーチ〉）
- ハウスシッター/結婚願望（カロル）
- ハウリングII（コンスタンティン）
- 博士の異常な愛情（コング少佐〈スリム・ピケンズ〉）※ソフト版
- バスキア（デリの店員〈マイケル・バダルコ〉）
- パスポート to パリ（アンリ）
- 8月の誘惑（トム）
- バック・トゥ・ザ・フューチャー（ドラマー、レッド）※ソフト版
- ハックフィンの大冒険（ハックの父〈ロン・パールマン〉）
- パッセンジャー57（ヴィンセント）※ソフト版
- バットマン（ヴィニー・リコルソ）※テレビ朝日版
- ハドソン・ホーク（シーザー・マリオ〈フランク・スタローン〉）※日本テレビ版
- パトリオット・ゲーム（ジミー・オリアードン、インタビュアー〈ボブ・ガントン〉）※ソフト版、（オーエンス部長刑事〈アラン・アームストロング〉）※テレビ朝日版
- パニッシャー（ハリー・ヘック）
- パパがママでママがパパ!?（ビージリー）
- ハバナ（伍長、情報部員、クルピエ、ビクター、ウェイター）
- ハムナプトラ/失われた砂漠の都（カイロ刑務所所長〈オミッド・ジャリリ〉）※ソフト版
- ハムナプトラ2/黄金のピラミッド（レッド）※テレビ朝日版
- ハリウッド人肉通り（エリック・ヘイズ）
- ハリエット（ベン・ロス〈クラーク・ピータース〉）
- パリの恋人（ドヴィッチ）※ソフト版
- パルプ・フィクション（メイナード）
- ハングオーバー!! 史上最悪の二日酔い、国境を越える（キングズリー〈ポール・ジアマッティ〉）
- パンドラ・プロジェクト（マーティン・アドラー）
- ピースメーカー（デヴィッド・ブラニガン）※ソフト版
- ヒー・セッド、シー・セッド/彼の言い分、彼女の言い分（レイ）
- ビジター/フロム・マース（マクリントック将軍）
- ビッグ・トラブル in NY（カービー〈ジョン・ポリト〉、レニー）
- 羊たちの沈黙（ペンブリー巡査部長、バロウズ捜査官）※VHS版
- ヒットマン（ジェンキンズ）
- ビバリーヒルズ・コップ3（キンブロー）※ソフト版
- ビューティフル・ピープル
- ビューティフル・マインド（将軍〈ジェシー・ドーラン〉）
- ピュア・デンジャー/追撃（ファーメンテロ）※VHS版
- 昼下りの情事（ミスター・X）※ソフト版
- ビルとテッドの地獄旅行（ルーファス〈ジョージ・カーリン〉、天国の番人〈タジ・マハール〉）※テレビ東京版
- ビロウ
- ピンクパンサー2（ランダル・ペパリッチ〈アルフレッド・モリーナ〉）
- ファンタスティック・フォー ［超能力ユニット］（ベン・グリム / ザ・シング〈マイケル・チクリス〉[67]）※日本テレビ版
- フィフス・エレメント（パッコリー教授、フィンガー）※BD版
- フィラデルフィア・エクスペリメント2（コーチ）
- フェイス/オフ（ウォルトン看守）※テレビ朝日版
- フォー・ザ・ボーイズ（ルー・プレスティ）
- フォートレス2（スタンリー・ナスバウム〈ウィリー・ガーソン〉）
- フォーリング・ダウン（サンチェス刑事）※テレビ朝日版
- 不機嫌な赤いバラ（保安官〈ノーブル・ウィリンガム〉）
- ふたりのロッテ（ズーロ）
- 不法侵入（アーニー・パイク）※ソフト版
- ブラック・スコルピオン（ストーン警部）
- ブラックホーク・ダウン（トム・マシューズ中佐〈グレン・モーシャワー〉）※ソフト版
- フラバー（ウィルソン・クロフト〈クリストファー・マクドナルド〉）
- ブランク・チェック/100万ドル大作戦!（ジュース）
- フランケンシュタイン（グリゴーリ〈ジミー・ユール〉）※テレビ朝日版
- フリッパー（ザック、レイク）
- プリティ・ウーマン（ダリル〈R・ダレル・ハンター〉〉 他）※テレビ朝日版
- プリティ・ガール（スチュ）
- ブルー・ブルー・ブルー（レジー）
- ブレードランナー 2049（ミスター・コットン〈レニー・ジェームズ〉[68]）
- ブレイブハート（ベテラン〈ピーター・マラン〉）※ソフト版
- プレイヤー/死の祈り（ジュリアン・グレイレヴン〈ヴォンディ・カーティス＝ホール〉）
- プレシディオの男たち（ハワード・バックリー〈ドン・カルファ〉）※フジテレビ版
- ブレット・トレイン[69]
- プレデター2（ラモン・ヴェガ）※ソフト版
- ブロークン・トレイル 遥かなる旅路（ビリー・フェンダー〈ジェームズ・ルッソ〉）
- プロヴァンスの贈りもの（フランシス・デュフロ）※機内上映版
- フロント・ページ（ケント）
- ベイビーズ・デイアウト/赤ちゃんのおでかけ（ジョー・デプキ〈マイク・スター〉）
- ヘイル、シーザー!（マルクーゼ教授）
- ヘブンズ・ゲート（ジェネリ）
- ヘラクレス（アムピアラオス〈イアン・マクシェーン〉[70]）
- ホーム・アローン（デヴェロー巡査）※ソフト版
- ポーラー 狙われた暗殺者（ポーター〈リチャード・ドレイファス〉）
- ボイスレター（ホートン〈ロジャー・E・モーズリー〉）※ソフト版
- 冒険者たち（ミショー社長）※テレビ東京版
- 暴走機関車 ※テレビ朝日版
- 暴走特急（ライバックのコック）※テレビ朝日版
- ぼくの国、パパの国（ジョージ〈オム・プリ〉）
- 星に想いを（特別捜査官〈ダニエル・フォン・バーゲン〉）
- ポストモーテム 〜検死台〜（ムーア）
- ポセイドン・アドベンチャー（マイク・ロゴ〈アーネスト・ボーグナイン〉）※BS-TBS版
- ホット・ショット（ジェームズ・ブロック副官〈ケヴィン・ダン〉）※テレビ朝日版
- ホッファ（ナイトクラブのコメディアン〈ブルーノ・カービー〉）
- ボディ・ターゲット（警官）※テレビ朝日版
- ボディ・パーツ（レイ・コルバーグ〈ポール・ベン＝ヴィクター〉）
- ボブ★ロバーツ（チップ・デイリー〈フレッド・ウォード〉）
- 微笑みがえし（ハロルド・モンロー）
- 微笑みをもう一度（看護師〈ビル・コッブス〉、マイク）
- ポリス・ストーリー/香港国際警察（部長〈トン・ピョウ〉）※テレビ朝日版
- ポルターガイスト（ライアン）※テレビ朝日版
- ホンコン・フライド・ムービー（パン）
- マーシャルの奇跡（ポール・グリフェン〈イアン・マクシェーン〉）
- マイ・ジャイアント（監督〈リック・オーヴァートン〉、リングアナウンサー、ジェイ）
- マイ スウィート ガイズ（ジョニー、シーザーのトレーナー）
- マインクラフト/ザ・ムービー（老鉱員[71]）
- マスク・オブ・ゾロ（ドン・ヘクトール）※ソフト版
- マッハ・レーサー（ジョー〈ダン・ラウリア〉）
- マトリックス リローデッド（キー・メーカー〈ランドール・ダク・キム〉）※フジテレビ版
- マトリックス レボリューションズ（ラーマ・カンドラ〈バーナード・ホワイト〉）※劇場公開版
- マネー・ピット（アート・シャーク〈ジョー・マンテーニャ〉）※ソフト版
- マリアンヌ（フランク・ヘスロップ〈ジャレッド・ハリス〉）
- マレーナ
- マンハッタン・ラプソディ（ジェンキンズ）
- Mr.ダマー2 1/2（法廷係員）
- Mr.ヘルプマン（スチュアート・スモーリー〈アル・フランケン〉）
- ミスト（ジム・グロンディン〈ウィリアム・サドラー〉）
- ミッション:インポッシブル2（ジョン・C・マクロイ〈ブレンダン・グリーソン〉）※ソフト版
- ミッシング（ブルホ）
- ミッドナイトクロス（ケネディ警部）※テレビ朝日版
- ミュータント・ニンジャ・タートルズ2（レイザー）※ソフト版
- ミュンヘン（マフムッド・ハムシャリ）
- 未来世紀ブラジル（テレビのコメディアン）
- ミリオネア（モー〈ゲイリー・ビジー〉）
- ミルク・マネー（アンディ）
- ムービング・オン 2人の殺人計画!?（ハワード〈マルコム・マクダウェル〉[72]）
- ムービング・ターゲット（チャ〈ラム・シュー〉）
- 名犬ラッシー（オドンネル）
- メイド・イン・アメリカ（ロッキー〈オニール・コンプトン〉）
- めぐり逢えたら（タクシー発車係）※フジテレビ版
- メッセージ・イン・ア・ボトル（チャーリー・トスキ〈ロビー・コルトレーン〉）
- モー・マネー（ローレンス警部）
- モンスター上司2（ハッチャー刑事〈ジョナサン・バンクス〉）
- モンスターズ/新種襲来（ノア・フレイター二等軍曹〈ジョニー・ハリス〉）
- やがて復讐という名の雨（シュナイゼル刑事〈ダニエル・オートゥイユ〉）
- 山の郵便配達（ナレーション）
- ヤング・ブラック・スタリオン（カディール）
- ユー・ガット・メール（ビンス・マンシーニ）※フジテレビ版
- ユー・キャン・カウント・オン・ミー（ダリル保安官〈アダム・ルフェーヴル〉）
- U.M.A レイク・プラシッド（ヘクター・サイア〈オリヴァー・プラット〉）
- U.M.A レイク・プラシッド ファイナル（ジム〈ロバート・イングランド〉）
- 許されざる者（床屋、サーストン）※ソフト版
- 容疑者
- ライアー ライアー（アラン理事長〈ミッチェル・ライアン〉）※旧ソフト版、（マーシャル・スティーヴンス判事）※新ソフト版
- ライフ・イズ・ワン!ダフル（カルヴィンの父〈マーク・クリストファー・ローレンス〉）
- ラウンダーズ（ヴィター、ザゴシュ、ローマン、ロイ）
- ラスト・アクション・ヒーロー（リトル・リチャード）※ソフト版、（クリス・コネリー）※フジテレビ版
- ラスト・キャッスル（ボープレ〈ブライアン・グッドマン〉）
- ラスト・ヒーロー・イン・チャイナ 烈火風雲（将校〈アラン・ツイ〉）※DVD版
- ラストマン・スタンディング（ジャック・マクール）※テレビ朝日版
- ラッキー・ユー（ベニー・ビニヨン）
- ララミーから来た男（トム・クイグビー保安官）※ソフト版
- ランナウェイ（ガイ・チプリアーニ〈ポール・ソルヴィノ〉）
- ランナウェイ・カー（ウォーリー・ベアード〈ポール・エイディング〉）
- リーサル・ウェポン（警察官）※テレビ朝日版
- リーサル・ウェポン2/炎の約束（ラッドの部下）※TBS版、（ジェリー・コリンズ）※テレビ朝日版
- リーサル・ウェポン3（タイロン）※ソフト版
- リアリティ・バイツ（ロジャー〈キース・デイヴィッド〉）
- リコシェ（チェワルスキー〈ジェシー・ベンチュラ〉、ヴァルガス〈ミゲル・サンドバル〉）※日本テレビ版
- リトル・ジャイアンツ（ブルース・スミス）
- リトル・シングス（サル・リゾリ刑事〈クリス・バウアー〉）
- リトルマン・テイト（バックナー）
- リミッツ・オブ・コントロール（フランス人〈ジャン＝フランソワ・ステヴナン〉）
- ルディ/涙のウイニング・ラン（ウォーレン〈ジョン・ビーズリー〉）
- レインメーカー（デック・シフレット〈ダニー・デヴィート〉）
- レジェンド・オブ・ヒーロー/ロブ・ロイ（ウィル・ガスリー）
- レッド・ウォーター/サメ地獄（ハンク・エリス）※テレビ東京版
- レッド・オクトーバーを追え!（ペトロフ〈ティム・カリー〉）※ソフト版、（ファーガソン）※テレビ朝日版
- レッド・サン（ポゴ）※テレビ東京版
- レッドストーム（グラボウスキー）
- レッド・ドラゴン（バイロン・メトカーフ）※ソフト版
- レッドロック/裏切りの銃弾（ラス・ボウマン）
- REM レム（医師、スナイダー刑事）
- RONIN（ラリー〈スキップ・サダス〉）※フジテレビ版
- ロケッティア（スキーツ〈ウィリアム・サンダーソン〉）※ソフト版
- ロスト・キッズ（ウィリアムズ）
- ロスト・ワールド/ジュラシック・パーク（インジェン社の警備員〈クリストファー・カソ〉、ニュースキャスター）
- ロック、ストック&トゥー・スモーキング・バレルズ（ニック）
- ロッタちゃん はじめてのおつかい（フランソン〈ピエール・リンドシュテット〉）※ソフト版
- ロビンとマリアン（タック修道士）※ソフト版
- ロボコップ2（ダフィ巡査）※テレビ朝日版
- ロボハンター 霊幻暗黒團大戦争（アンディ）
- ワーキング・ガーイ（ジェンキンズ、タクシー運転手）
- ワイルドガン（ジェームズ・マッカーディ〈ブライアン・コックス〉）
- ワイルドシングス（ブライス・ハンター〈ジェフ・ペリー〉、ジョージー）※ソフト版
- ワイルド・スピード（ビルキンズ〈トム・バリー〉[73]）※ザ・シネマ版
- ワイルド・スピードX2（ウィットワース刑事〈マーク・ブーン・ジュニア〉）※ソフト版
- わが心のボルチモア（シムカ）
- ワンス・アポン・ア・タイム・イン・チャイナ 天地大乱（イギリス領事）
- ワンス・アポン・ア・タイム・イン・チャイナ 天地争覇（アチー〈ホン・ヤンヤン〉）
- ワンス・アポン・ア・タイム・イン・チャイナ 天地覇王（アチー〈ホン・ヤンヤン〉）

#### ドラマ
- アガサ・クリスティー ミス・マープル
  - シタフォードの謎（ドナルド・ガーフィールド）
  - 魔術の殺人（ジョニー・レスタリック〈イアン・オギルビー〉）
- アストリッドとラファエル3 文書係の事件録 #7（ボリス・マルトリ〈フィリップ・デュケーヌ〉）
- アナザー・ライフ〜天国からの3日間〜 シーズン1 #2（ロビー・ターナー）
- アラン・ドロンの刑事物語 #1（レイラの父）
- ER緊急救命室（アル・グラバースキー 他）
- インディ・ジョーンズ/若き日の大冒険
- WITHOUT A TRACE/FBI 失踪者を追え!（ホセ）
- ウルトラマンパワード（ジャミラ・ミラー、ニュースキャスター）
- L.A.大捜査線 マーシャル・ロー（ベンジャミン・ウィンシップ〈トム・ライト〉）
- エレメンタリー6 ホームズ&ワトソン in NY #4（シドニー・プレイス〈ダグラス・ホッジ〉）
- 奇皇后 〜ふたつの愛 涙の誓い〜（チャン・スニョン〈キム・ミョングク〉）
- 救命医ハンク2 セレブ診療ファイル（ディック・ヌーナン）
- 恐竜家族（エサの首領）
- グッド・ファイト（エイドリアン・ボーズマン〈デルロイ・リンドー〉[74]）
- クリミナル・マインド5 FBI行動分析課（カーツバード刑事）
- クレオパトラ2525（ディラン）
- クローザー シーズン3（カルロス・トーレス）
- 刑事ヴァランダー 白夜の戦慄（クルト・ヴァランダー〈ケネス・ブラナー〉）
- 刑事コロンボシリーズ
  - 刑事コロンボ ロンドンの傘（ジョージ支配人） ※完全版追加収録部分
  - 刑事コロンボ 野望の果て（パーティーの男性） ※完全版追加収録部分
  - 刑事コロンボ 白鳥の歌（フランク） ※完全版追加収録部分
  - 刑事コロンボ 権力の墓穴（シャーキー） ※完全版追加収録部分
  - 刑事コロンボ 自縛の紐（ガードマン） ※NHK完全版追加収録部分
  - 刑事コロンボ 歌声の消えた海（乗船客） ※完全版追加収録部分
  - 刑事コロンボ さらば提督（スワニー・スワンソン） ※完全版追加収録部分
  - 刑事コロンボ 秒読みの殺人（T・D、マッサージ師） ※完全版追加収録部分
  - 刑事コロンボ 策謀の結末（船長、マイケル・ムーア、ハリー 他） ※日本テレビ完全版追加収録部分
  - 新・刑事コロンボ かみさんよ、安らかに（ホテルのフロント）
  - 新・刑事コロンボ 犯罪警報（モリス）
  - 新・刑事コロンボ 影なき殺人者（チャーリー）
  - 新・刑事コロンボ 大当たりの死（ストローラ刑事、マクギンティ）
- 刑事ナッシュ・ブリッジス（ジェイク・ケイジ〈ストーン・コールド・スティーブ・オースチン〉）
  - シーズン1 #7（ウォルフガング・ハーゾ－グ〈ウド・キア〉）
- こちらブルームーン探偵社 シーズン4 #13（サム）
- GOTHAM/ゴッサム（カーマイン・ファルコン〈ジョン・ドーマン〉）
- コバート・アフェア シーズン2（マックス・クパラ〈ピーター・ストーメア〉）
- サード・ウォッチ シーズン1-6（フレッド・ヨーカス）
- ザ・コミッシュ（フレディ）
  - シーズン1 #1（トレメイン・ディクソン）、#3（マドックス）
- ザ・タイタニック/運命の航海（ベル）
- サブリナ（ウィラード・クラフト教頭〈マーティン・マル〉）
- 三国志 Three Kingdoms（袁術）
- CSI:12 科学捜査班 #5
- CSI:マイアミ（フランク・トリップ〈レックス・リン〉）
- シークエスト（クロッカー）
- シャーロック・ホームズの冒険
  - ウィステリア荘（ベインズ警部〈フレディ・ジョーンズ〉）※追加収録部分
  - 三破風館（スティーヴ・ディクシー）
- ジャッカルの日（マンフレート・フェスト〈ブルクハルト・クラウスナー〉レックナー〈トーマス・ムラーズ〉）
- 宿敵 因縁のハットフィールド&マッコイ（グッド・ライアス）
- 主任警部モース オックスフォード運河の殺人（チャールズ・フランクス）
- 女王ヴィクトリア 愛に生きる（カンバーランド公爵〈ピーター・ファース〉）
- 新・逃亡者（ベン・ヴァルケン）※VHS版
- スウォーズマン 笑傲江湖（レン・ウォーシン〈リー・リーチュン〉）
- SCORPION/スコーピオン シーズン1 #7, #12、シーズン2 #4, #14（パトリック・クイン〈ジェイミー・マクシェーン〉）
- スターゲイト SG-1（ゲラク）
- スティーブン・キングの悪魔の嵐（ジャック・カーヴァー）※NHK版
- スティーヴン・キングのザ・スタンド（デイヴ・ロバーツ）
- スペース・レンジャーズ2 銀河覇王の逆襲（イソグルの下っ端、ロジャー）
- S.W.A.T. シーズン1 #21（サボイ）
- 蒼穹の昴（安徳海）
- ゾウズ・フー・キル2 殺意の深層（ヨルヘン・シュミット）
- 第一容疑者7 裁かれるべき者（グロース刑事）
- 太王四神記（フッケ）
- 太陽を抱く月（ユン・スチャン）
- たどりつけばアラスカ（デイブ）
- TABOO（ロバート・ソイト）
- ダメージ（ジョージ）
- CHUCK/チャック（ライリー〈レイ・ワイズ〉）
- 超音速ヒーロー ザ・フラッシュ ※日本テレビ版
- デクスター 〜警察官は殺人鬼（アーサー・ミッチェル〈ジョン・リスゴー〉）
- トンイ（チョン・イグク）
- ナイトライダー シーズン1 #6（ジョシュ・モーガン〈ハリー・ケリー・ジュニア〉）
- ネバーウェア（クループ）
- ネバーエンディング・ストーリー 遥かなる冒険（カイロン）
- バーン・ノーティス 元スパイの逆襲（メイソン）
- バイオニック・ウーマン（アンソニー・アンソロス〈マーク・A・シェパード〉）
- パスタ〜恋が出来るまで〜（ソ・ジョング〈チャン・ヨン〉）
- パワーレンジャーシリーズ
  - パワーレンジャー（ノーム）
  - パワーレンジャー・映画版（ジョン）
  - パワーレンジャー・イン・スペース（ダーコンダ、ダークリプター）
- HAWAII FIVE-0
  - シーズン4 #14（ロイ・パリッシュ〈マイケル・マドセン〉）
  - シーズン7 #5 （マーヴィン・オズワイラー/カイル・ケイン〈ブレント・セクストン〉）
- バンド・オブ・ブラザース
- HEROES/ヒーローズ
- ビカミング・ア・ゴッド（オビー・ガーボー2世〈テッド・レヴィン〉[75]）
- ピケット・フェンス（ダグラス・ワンバウ〈フィヴァッシュ・フィンケル〉）
- ヒューストン・ナイツ（クラレンス〈ジョン・ハンコック〉）
- ヒューマン・ターゲット シーズン1 #8, #12、シーズン2 #4（バプティスト〈レニー・ジェームズ〉）
- 5デイズ（アーウィン・シコースキー〈ランディ・クエイド〉）
- ファン・ジニ
- フォーティチュード/極寒の殺人鬼Ⅱ（エーリング・モンク〈ケン・ストット〉[76]）
- ブラインドスポット4 タトゥーの女 #8（フランコ・コルテス〈ジャンフランコ・ブレロ〉）
- THE BLACKLIST/ブラックリスト
  - シーズン1 #18（ツヴェトコ教授）
  - シーズン3 #6（クリスピン・クランドル卿〈ハリス・ユーリン〉）
- ブラックリスト リデンプション #3（フィリップス大将）
- フラッシュポイント -特殊機動隊SRU-（スタン・マシューズ）
- BLOODLINE ブラッドライン（ロバート・レイバーン〈サム・シェパード〉）
- フルハウス（ポール、モンゴ、警察官、バンドマン、運転手、医師）
- 碧血剣（温方達〈ウー・マ〉）
- 北京バイオリン（亮亮）
- ヘムロック・グローヴ（司教）
- BONES シーズン12 #5（フィリップ・オーブリー、ギャヴィン・ミルズ）
- 冒険野郎マクガイバー
  - シーズン1 #6（サントス行政官）、#7（ウォルト〈スティーヴ・フランケン〉、ガードマン）、#15（イェーガー）
  - シーズン2 #7（パイロット）、#10（ハーリー）
- マードック・ミステリー 〜刑事マードックの捜査ファイル〜（オジー・ボアーズ）
- 魔術師 MERLIN
- マペット放送局（トール、ロブスターの子分）
- ミディアム5 霊能者アリソン・デュボア（ダグラス・ライディッカー〈デヴィッド・モース〉）
- THE MENTALIST メンタリストの捜査ファイル（ノア・ランダウ）
- ヤングライダーズ シーズン1 #2（コルトン）、#17（フォーリー）
- リーサル・ウェポン シーズン1 #4（マーショーン・ワイリー〈シャショウニー・ホール〉）
- レジェンド・オブ・アロー（カーダギアン〈デヴィッド・バーラス〉）※ソフト版
- ロック、ストックシリーズ（マイアミ・バイス〈ラルフ・ブラウン〉）
  - ロック、ストック&フォー・ストールン・フーヴズ
  - ロック、ストック&スパゲッティ・ソース
  - ロック、ストック&ワン・ビッグ・ブロック
- ロックフォードの事件メモ

#### アニメ
- アイアン・ジャイアント（マーヴ）
- 悪魔城ドラキュラ -キャッスルヴァニア-（ゴッドブランド）
- ANIMANIACS（パブロ・ピカソ）
- アラジン（ファルーク）
- アラジンの大冒険（ファルーク、マティーガ）
- アラビアンナイト[要出典]
- イカボードとトード氏
- インサイド・ヘッド（デイヴ）
  - インサイド・ヘッド2（マインドポリス1、フリッツ[77]）
- おさるのジョージ（ウィント、テッケル氏、ミック）
- 怪盗カルメンサンディエゴ（アダムス、トゥーリステ）
- くまのパディントン（判事 他）
- ケチャップ（目玉丸、キャプテン・マッスル）
- ザ・シンプソンズ（カール・カールソン〈初代〉、ジョー・クインビー市長〈2代目〉他）
  - ザ・シンプソンズ MOVIE（カール・カールソン、ジョー・クインビー市長） ※オリジナル版
- シュガー・ラッシュ（タッパー、ビアード・パパ[要出典]）
  - シュガー・ラッシュ:オンライン（タッパー[78]）
- 消防士サム（トレヴァー）
- シルベスター&トゥイーティー ミステリー（コット、プジェリー 他）
- スーパーマン（ビザッロ、ハーベイ・ブロック）
- スター・ウォーズシリーズ（ホンドー・オナカー）
  - スター・ウォーズ/クローン・ウォーズ（テレビシリーズ）
  - スター・ウォーズ 反乱者たち
  - LEGO スター・ウォーズ/たたかえ!レジスタンス（アンカー）
  - LEGO スター・ウォーズ/フリーメーカーの冒険
  - スター・ウォーズ/フォース・オブ・デスティニー（アンカー）
- 楽しいダックタウン（オリー）
- タンタンの冒険旅行（ボールウィンクル）
- トイ・ストーリー4（スリンキー・ドッグ〈2代目〉[79]）
- 動物園通り64番地（ネルソン）
- トムとジェリーの大冒険（ファーディナンド、アップルチークの子分）
- トムとジェリーの宝島（ドン・ディエゴ・デ・クリッパーシアー）
- 長くつ下のピッピ（ナガクツシタ船長）
- 長ぐつをはいたネコ（ジャック）
- ねずみの騎士デスペローの物語
- バットマン（ハーベイ・ブロック[2]）
  - バットマン サブ ゼロ 凍りついた愛
  - バットマン/マスク・オブ・ファンタズム（ハーベイ・ブロック）
- ビアンカの大冒険（ルーク）
- ピンク・パンサー（ジプシー、ガードマン、強盗弟 他）
- ベン:10（マックス・テニスン）
- マウス・タウン ロディとリタの大冒険（ル・カエール）
- モンスターVSエイリアン
- ライオン・キングのティモンとプンバァ（ブルース、ゴーファー）
- ルーニー・テューンズ・ショー（艦長）
- LEGO® スーパー・ヒーローズ:ジャスティス・リーグ 〈クローンとの戦い〉（ビザロ）

### 特撮
- スーパー戦隊シリーズ
  - 宇宙戦隊キュウレンジャー（2017年、ジューモッツの声）
  - 暴太郎戦隊ドンブラザーズ（2022年、長老2の声[80]）
- 仮面ライダーガッチャード（2024年、ハオーディンの声、オジーラカンスの声[81]）

### テレビドラマ
- 隠密・奥の細道 第24話（SP）「芭蕉は隠密支配か?」（1989年、テレビ東京）
- 春日局 第4話「別離」（1989年、NHK大河ドラマ） - 又吉
- 銀河テレビ小説「新橋烏森口青春篇」
- 青春家族
- 声優探偵 第4話（2021年、テレビ東京） - 嗄声
- 土曜ワイド劇場 尼さん探偵名推理
- ハッピーバースデー殺人事件（1988年、フジテレビ）
- ヒロシマ 原爆投下までの4か月
- もっとあぶない刑事

### CM
- 任天堂「スーパースコープ」
- J・ウイング「釣り先生2」・「昆虫博士2」

### その他コンテンツ
- NHKハイビジョン特集「カッティング・エッジ〜映画編集のすべて」（ウォルター・マーチ、マイケル・カーン、リドリー・スコットの声）
- 朗読劇「父と暮らせば」（父親）[1]
- ロジャーラビットのカートゥーンスピン（グリージー）
- ウメ星デンカ＆ドラえもん「パンパロパンのスッパッパ!」（ベニショーガ）
- ムーミンバレーパーク・エンマの劇場「自由でしあわせな生活」（2021年3月14日 - 、黒の預言者[82]）